# 梅沢伊勢三
梅沢 伊勢三（うめざわ いせぞう、1910年11月27日 - 1989年10月6日）は、国文学者、俳人。
埼玉県生まれ。本籍宮城県。1943年東北帝国大学法文学部日本思想学科卒。1962年「古事記及び日本書紀の研究 記紀両書の成立過程に関する文献学的並びに思想史的分析」で東北大学文学博士。1945年東北帝大助手、1952年教員となり宮城県立仙台図南高校（現仙台市立仙台大志高等学校）教諭、1963年宮城工業高等専門学校教授、76年定年退官、名誉教授、1978年東北福祉大学教授。83年退職。俳人として号を一栖。1933年「馬酔木」所属、59年「河」同人。1967年「澪」を創刊し、主宰。

## 著書
- 『古事記・日本書紀』三一書房 1957 古典とその時代
- 『記紀批判 古事記及び日本書紀の成立に関する研究』創元社 1962
- 『続記紀批判 古事記及び日本書紀の文献的相互関係の究明』創文社 1976
- 『記紀論 国学的古事記観の克服』創文社 1978
- 『古事記と日本書紀の検証』吉川弘文館 1988
- 『古事記と日本書紀の成立』吉川弘文館 1988
- 句集「亜麻の花」
- 句集「秋ひとつ」
- 『さざれいし 句集』梅沢一栖 澪発行所 1990
- 『喜寿光陰 記念句帖』梅沢一栖 「澪」会員一同 1989